# صيد المثابرة
صيد المثابرة هو طريقة صيد بها يفترس الصائد فريسته وإن كان أبطأ منها عبر استخدام مزيجًا من الجري والمشي، وقص الأثر للحاق بها على مدى فترة ومسافة طويلتين حتى تتعب الفريسة بسبب الإعياء أو فرط الحرارة وتتوقف، مما يمنح الفرصة للصائد لكي يصطادها. يجب على صائد المثابرة أن يكون قادرًا على الركض لمسافات طويلة. تُستخدم هذه الطريقة من قِبل العديد من الكلبيات، كالكلاب البرية الإفريقية، وكذلك من قِبل البشر الذين يمارسون الجمع والالتقاط.
الإنسان هو النوع الوحيد من الرئيسيات الغير منقرض الذي يمارس صيد المثابرة؛ فبالإضافة إلى قدرته على تحمله للجري، يمتلك الصيادون من البشر القليل من الشعر نسبيًّا، مما يجعل التعرق وسيلةً فعالةً لتبريد الجسم، فيما قد تلجأ الحافريات والثديات الأخرى إلى اللهاث لتبريد أجسامها، مما يُلجِئُها إلى التبطيء من سرعتها أو حتى التوقف تمامًا أثناء الصيد.

## في البشر

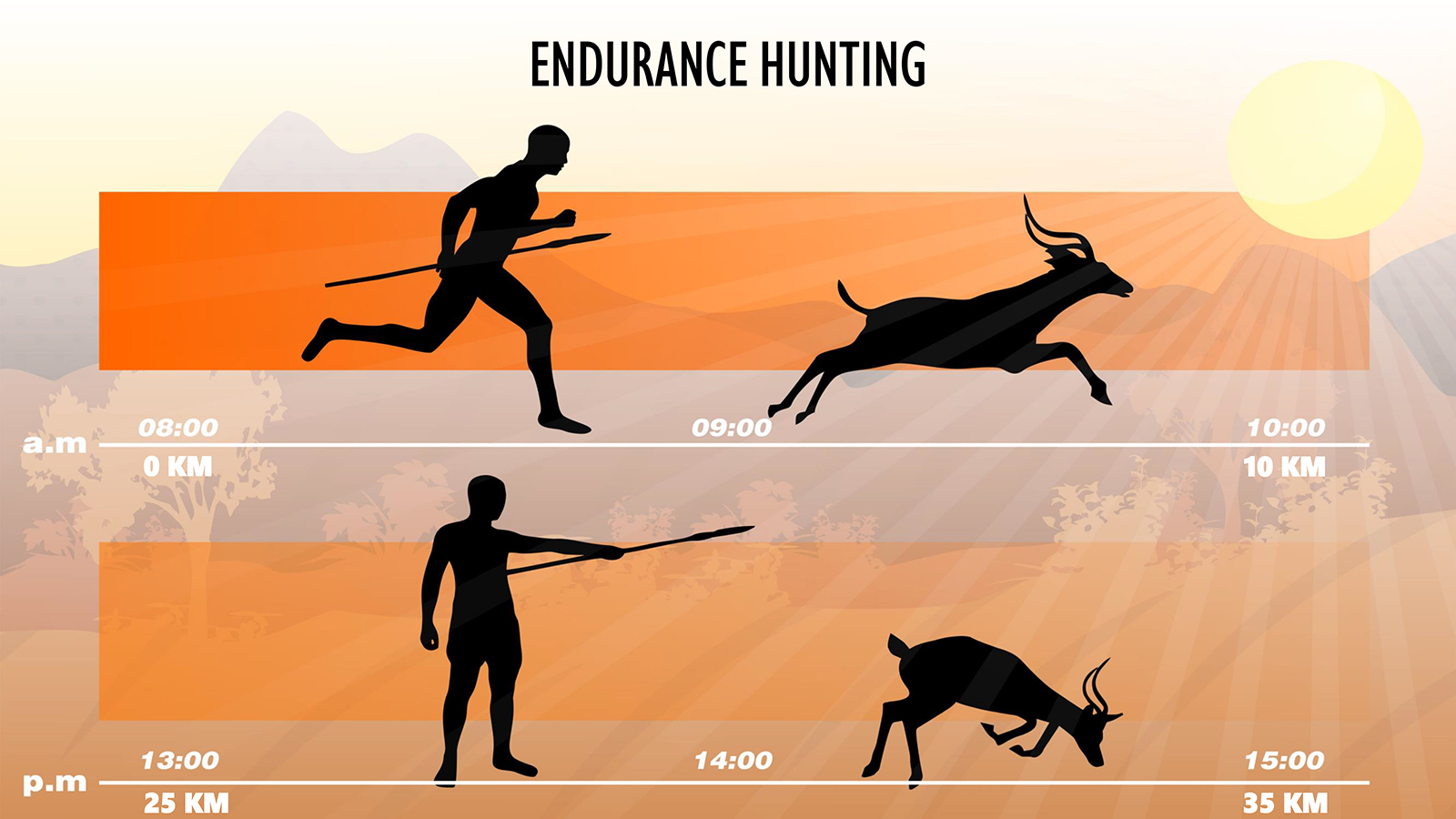
رسمة جرافيكية تمثل صيد المثابرة: الصورة الأولى تُظهر الصائد جاريًا وراء الفريسة، والصورة الثانية تُظهر الفريسة المتعبة ساقطة أرضًا بعد الصورة الأولى ببضع ساعات

### في البشراناوات البدائية
من المرجح أن صيد المثابرة كان أحد عددٍ من الوسائل التي استعملتها البشراناوات البدائية، ولعلها مُورِسَتْ مع أو بلا الأسلحة الالمقذوفة، كالأسهم، أو الرموح، أو القاذفات. مع أن العديد من الثديات تتعرق، قليل منهم تطوروا لاستعمال التعرق من أجل التنظيم الحراري. كان الإنسان (وكذلك بعض من الثديات الأخرى كالحصان) استثناءً لذلك.

### في الجامعين الملتقطين
لا زال صيد المثابرة يُمارس من قبل الجامعين الملتقطين المتواجدين في وسط صحراء كالاهاري في إفريقيا الجنوبية. يلاحق الصيادون ظبيًّا، كالكودو مثلًا، أثناء حرارة منتصف النهار لمدة قد تصل إلى خمس ساعات، ولمسافة قد تصل إلى 35 كيلومتر، وفي درجة حرارة قد تصل إلى 42° مئوية. في العديد من الحالات، يتم اصطياد الثيران هكذا؛ حيث يتعب الثور بسهولة بسبب ثِقَلِ وزن قرونه. أما الأبقار فلا تصاد إلا إن كانت مصابة أو حاملة، مما يجعلها معرضة أكثر للإرهاق.
يلحق الصائد بالكودو، والذي يهرب خارج نطاق نظر الصائد. عبر تعقبه راكضًا بوتيرة سريعة، يصل الصائد إلى الكودو قبل أن يتيح له فرصة أن يستريح ويبترد في الظل. يهرب الكودو ويكرر الصائد الطريقة ذاتها إلى أن يكون الكودو متعبًا ولا يمكنه الهرب، فيقتله الصائد حينها برمحٍ.